# Wilhelm Matthias Naeff
Wilhelm Matthias Naeff (Altstätten, 19 februari 1802 - Muri bei Bern, 21 januari 1881) was een Zwitsers politicus. 

## Persoonlijk leven
Wilhelm Matthias Naeff stamde uit een oud Rheintaler geslacht. Zijn vader was een invloedrijk politicus en rijk koopman. Wilhelm Naeff studeerde rechten in Heidelberg.

## In het kanton Sankt Gallen
Na zijn studies werd Naeff verkozen in de regering van Sankt Gallen. Ofschoon hij een liberaal was, nam hij geen deel aan de twisten tussen liberalen en conservatieven, die uiteindelijk in het voordeel van de liberalen werd beslecht. In 1834 werd hij voor het eerste landammann (regeringsleider) van het kanton Sankt Gallen. Hij bekleedde dit ambt nadien nog zeven keer, namelijk in 1836, 1837, 1839, 1842, 1844, 1846 en in 1848. In 1848 nam hij als lid van de Siebnergruppe (Groep van Zeven) deel aan het opstellen van de liberale Zwitserse Grondwet die van het land een bondsstaat maakte.

## Lid van de Bondsraad en bondspresident
Naeff werd op 16 november 1848 als een van de zeven eerste leden van de eerste Bondsraad verkozen. Als lid van de Bondsraad beheerde hij de volgende departementen:
- 1848-1852: Departement van Posterijen en Constructie
- 1853: Departement van Politieke Zaken
- 1854: Departement van Handel en Douane
- 1855-1859: Departement van Posterijen en Constructie
- 1860-1866: Departement van Posterijen
- 1867-1872: Departement van Handel en Douane
- 1873: Departement van Financiën en Douane
- 1873: Departement van Spoorwegen en Handel
- 1874-1875: Departement van Financiën en Douane

Tijdens zijn lidmaatschap van de Bondsraad was Naeff van 1 januari 1853 tot 31 december 1853 de vijfde bondspresident van Zwitserland. Voordien, van 1 januari 1852 tot 31 december 1852, was hij reeds vicebondspresident. Hij stelde zich in 1875 niet langer herverkiesbaar, aangezien hij de laatste jaren steeds werd verkozen met zeer kleine marges op de meerderheid. In de eerste jaren als lid van de Bondsraad was hij immers een invloedrijk politicus, maar later verzwakte zijn positie aanzienlijk. Zijn opvolger in de Bondsraad was Fridolin Anderwert, die overigens zelfmoord zou plegen tijdens zijn lidmaatschap van de Bondsraad.